# لاسي (واشنطن)
لاسي (بالإنجليزية: Lacey)‏ هي إحدى مدن ولاية واشنطن في الولايات المتحدة الأمريكية.

## التركيبة السكانية
قام مكتب تعداد الولايات المتحدة بتحديد بيانات التركيبة السكانية للاسي في تعداد الولايات المتحدة. في ما يلي، التركيبة السكانية حسب تعدادي 2000 و2010.

### تعداد عام 2000
بلغ عدد سكان لاك لا بيلي 329 نسمة بحسب تعداد عام 2000، وبلغ عدد الأسر 117 أسرة وعدد العائلات 109 عائلة مقيمة في القرية. في حين سجلت الكثافة السكانية 484.1 نسمة لكل ميل مربع (186.9/كم2). وبلغ عدد الوحدات السكنية 127 وحدة بمتوسط كثافة قدره 186.9 نسمة لكل ميل مربع (72.2/كم2).
وتوزع التركيب العرقي للقرية بنسبة 99.70% من البيض.
بلغ عدد الأسر 117 أسرة كانت نسبة 35.9% منها لديها أطفال تحت سن الثامنة عشر تعيش معهم، وبلغت نسبة الأزواج القاطنين مع بعضهم البعض 84.6% من أصل المجموع الكلي للأسر، ونسبة 9.4% من الأسر كان لديها معيلات من الإناث دون وجود شريك، وكانت نسبة 6.0% من غير العائلات. تألفت نسبة 3.4% من أصل جميع الأسر من أفراد ونسبة 1.7% كانوا يعيش معهم شخص وحيد يبلغ من العمر 65 عاماً فما فوق. وبلغ متوسط حجم الأسرة المعيشية 2.88، أما متوسط حجم العائلات فبلغ 2.81.
بلغ العمر الوسطي للسكان 44 عاماً. وكانت نسبة 22.8% من القاطنين تحت سن الثامنة عشر، وكانت نسبة 4.6% بين الثامنة عشرة والأربعة وعشرين عاماً، ونسبة 24.6% كانت واقعةً في الفئة العمرية ما بين الخامسة والعشرين والأربعة وأربعين عاماً، ونسبة 37.1% كانت ما بين الخامسة والأربعين والرابعة والستين، ونسبة 10.9% كانت ضمن فئة الخامسة والستين عاماً فما فوق. يوجد لكل 100 أنثى 91.3 ذكر، ويوجد لكل 100 أنثى في الثامنة عشر من عمرها فما فوق 91.0 ذكر.
بلغ متوسط دخل الأسرة في القرية 96,712 دولار، أما متوسط دخل العائلة فبلغ 100,000 دولار. وكان متوسط دخل الذكور 89,119 دولار مقابل 39,375 دولار للإناث. وسجل دخل الفرد الخاص بالقرية 46,749 دولار. وكانت نسبة 2.7% من العائلات ونسبة 1.8% من السكان تحت خط الفقر، وكان من هؤلاء نسبة 2.5% تحت سن الثامنة عشر ولا أحد منهم في الخامسة والستين من العمر وما فوق.

### تعداد عام 2010
بلغ عدد سكان لاسي 42,393 نسمة بحسب تعداد عام 2010، وبلغ عدد الأسر 16,949 أسرة وعدد العائلات 10,869 عائلة مقيمة في المدينة. في حين سجلت الكثافة السكانية 2,639.7 نسمة لكل ميل مربع (1,019.2/كم2). وبلغ عدد الوحدات السكنية 18,493 وحدة بمتوسط كثافة قدره 1,151.5 لكل ميل مربع (444.6/كم2).
وتوزع التركيب العرقي للمدينة بنسبة 74.2% من البيض و 1.2% من الأمريكيين الأصليين و 8.0% من الأمريكيين ذوي الأصول الآسيوية و 1.7% من سكان جزر المحيط الهادئ و 5.4% من الأمريكيين الأفارقة و 7.0% من عرقين مختلطين أو أكثر.
بلغ عدد الأسر 16,949 أسرة كانت نسبة 33.9% منها لديها أطفال تحت سن الثامنة عشر تعيش معهم، وبلغت نسبة الأزواج القاطنين مع بعضهم البعض 46.7% من أصل المجموع الكلي للأسر، ونسبة 12.9% من الأسر كان لديها معيلات من الإناث دون وجود شريك، بينما كانت نسبة 4.5% من الأسر لديها معيلون من الذكور دون وجود شريكة وكانت نسبة 35.9% من غير العائلات. وبلغ متوسط حجم الأسرة المعيشية 2.99، أما متوسط حجم العائلات فبلغ 2.44.
بلغ العمر الوسطي للسكان 34 عاماً. وكانت نسبة 24.6% من القاطنين تحت سن الثامنة عشر، وكانت نسبة 10.1% بين الثامنة عشرة والأربعة وعشرين عاماً، ونسبة 29.5% كانت واقعةً في الفئة العمرية ما بين الخامسة والعشرين والأربعة وأربعين عاماً، ونسبة 21.8% كانت ما بين الخامسة والأربعين والرابعة والستين، ونسبة 14.1% كانت ضمن فئة الخامسة والستين عاماً فما فوق. وتوزع التركيب الجنسي للسكان بنسبة 47.4% ذكور و52.6% إناث.